# FingerWorks
FingerWorks — американская компания, специализирующаяся на распознавании человеческих жестов. Известна своей мультитач клавиатурой TouchStream.

## Описание
Компания основана Джоном Элиасом (англ. John Elias) и Уэйном Вестерманом (англ. Wayne Westerman) из Университета Делавэра в 1998 году. Основное направление работы компании – производство мультитач продуктов, в том числе панели iGesture и клавиатуры TouchStream. Предполагается, что эти устройства будут особенно полезны для людей, страдающих от травм постоянного напряжения (англ. Repetitive strain injury, RSI) и других заболеваний. Клавиатуры легли в основу сенсорных экранов IPhone, а их отдельный выпуск был прекращён, когда в начале 2005 года активы компании были приобретены корпорацией Apple.

## История
Уэйн Вестерман защитил диссертацию "Манипуляции с сенсорной поверхностью" в аспирантуре Университета Делавэра. Во время работы над диссертацией он основал компанию FingerWorks совместно с Джоном Элиасом (который на тот момент работал профессором на кафедре, где учился Вестерман). Наработки из диссертации Вестермана легли в основу некоторых продуктов компании.
Продукты компании занимали люксовую нишу и были скорее диковинкой для компьютерных гиков, несмотря на хорошие отзывы прессы и награды.
В начале 2005 года FingerWorks прекратила выпуск новой продукции в связи с продажей компании корпорации Apple. После продажи компании Элиас и Вестерман продолжили работать в FingerWorks.
В июне 2005 года FingerWorks официально объявила о прекращении выпуска своей продукции, но основатели компании продолжали процесс получения патентов до конца 2007 года. По состоянию на август 2008 года они продолжали регистрацию патентов на Apple Inc .

## Продукты
- TouchStream LP — полноразмерная, складная клавиатура с плоской мембраной и клавишами с нулевым усилием нажатия. Вся поверхность клавиатуры имеет поддержку технологии мультитач, которая преобразует движения различных комбинаций пальцев в события мыши и макросов. В комплект входят режимы записи для графики, текста и игр.[7]
- TouchStream Mini — клавиатура для одной руки + мышь, с клавишами диаметром 15 мм (75% обычного размера).
- MacNTouch — модель бесклавишной клавиатуры, изготовленной по технологии ZeroForce. Представляла собой мультисенсорную панель двойной ширины, созданную для замены стандартной механической клавиатуры в совместимых ноутбуках Apple, которая исполняла функции клавиатуры и тачпада.
- iGesture Pad — сенсорная панель для управления мышью и жестами одной рукой.
- iGesture NumPad — аналогична iGesture Pad, но с цифровой клавиатурой, клавишами PgUp/Dn и т.д., а также наложенными клавишами со стрелками.